# Magnivray
Magnivray ist eine französische Gemeinde im Département Haute-Saône in der Region Bourgogne-Franche-Comté.

## Geographie
Magnivray liegt auf einer Höhe von 345 m über dem Meeresspiegel, acht Kilometer ostsüdöstlich von Luxeuil-les-Bains und etwa 30 Kilometer nordöstlich der Stadt Vesoul (Luftlinie). Das Dorf erstreckt sich im nordöstlichen Teil des Departements, auf der Westabdachung des Plateau des Mille Étangs, am Rand der Ebene von Luxeuil.
Die Fläche des 4,76 km² großen Gemeindegebiets umfasst einen Abschnitt des südwestlichen Vogesenvorlandes. Der Hauptteil des Gebietes wird von einem sanft nach Südwesten geneigten Hang des Plateaus des Mille Étangs eingenommen, der überwiegend landwirtschaftlich genutzt wird. Der Lambier und seine Quellbäche sorgen für die Entwässerung zur Lanterne. Es gibt hier zahlreiche Teiche, von denen die meisten aufgestaut wurden (teilweise von Mönchen bereits im 11. Jahrhundert) und zur Fischzucht dienen. 
Größere Waldgebiete finden sich entlang der Gemeindegrenzen, im Westen der Grand Bois und der Vay de Brest, im Norden der Corrin und im Nordosten Les Époisses. Mit 361 m wird am Rand der Waldung Les Époisses die höchste Erhebung von Magnivray erreicht. In geologisch-tektonischer Hinsicht besteht das Gelände aus Buntsandstein der unteren Trias. Ganz im Westen erstreckt sich das Gemeindeareal in die Alluvialebene von Luxeuil, die durchschnittlich auf 300 m liegt.
Zu Magnivray gehören folgende Siedlungen:
- Les Fouillies de Magnivray (313 m) am Rand der Ebene von Luxeuil
- La Maison Rouge (325 m) am Hang unterhalb von Magnivray

Nachbargemeinden von Magnivray sind La Bruyère und La Corbière im Norden, Belmont im Osten, Rignovelle und Citers im Süden sowie Esboz-Brest im Westen.

## Geschichte
Im Mittelalter gehörte Magnivray zur Freigrafschaft Burgund und darin zum Gebiet des Bailliage d’Amont. Die lokale Herrschaft hatten die Herren von Faucogney inne. Zusammen mit der Franche-Comté gelangte das Dorf mit dem Frieden von Nimwegen 1678 definitiv an Frankreich. Heute ist Magnivray Mitglied des Gemeindeverbandes Communauté de communes du Pays de Luxeuil.

## Bevölkerung
| Jahr                       | 1962 | 1968 | 1975 | 1982 | 1990 | 1999 | 2006 | 2019 |
| Einwohner                  | 195  | 159  | 151  | 161  | 153  | 155  | 160  | 168  |
| Quellen: Cassini und INSEE |      |      |      |      |      |      |      |      |

Mit 164 Einwohnern (1. Januar 2022) gehört Magnivray zu den kleinen Gemeinden des Départements Haute-Saône. Nachdem die Einwohnerzahl in der ersten Hälfte des 20. Jahrhunderts deutlich abgenommen hatte (1896 wurden noch 414 Personen gezählt), wurden seit Beginn der 1970er Jahre nur noch geringe Schwankungen verzeichnet.

## Sehenswürdigkeiten
Die Dorfkirche Mariä Himmelfahrt (Église de l'Assomption) von Magnivray wurde im 19. Jahrhundert neu erbaut. Auf einem Haus im Dorf befindet sich die Statuengruppe der Dreifaltigkeit aus dem 16. oder 17. Jahrhundert.

Kirche Mariä Himmelfahrt in Magnivray
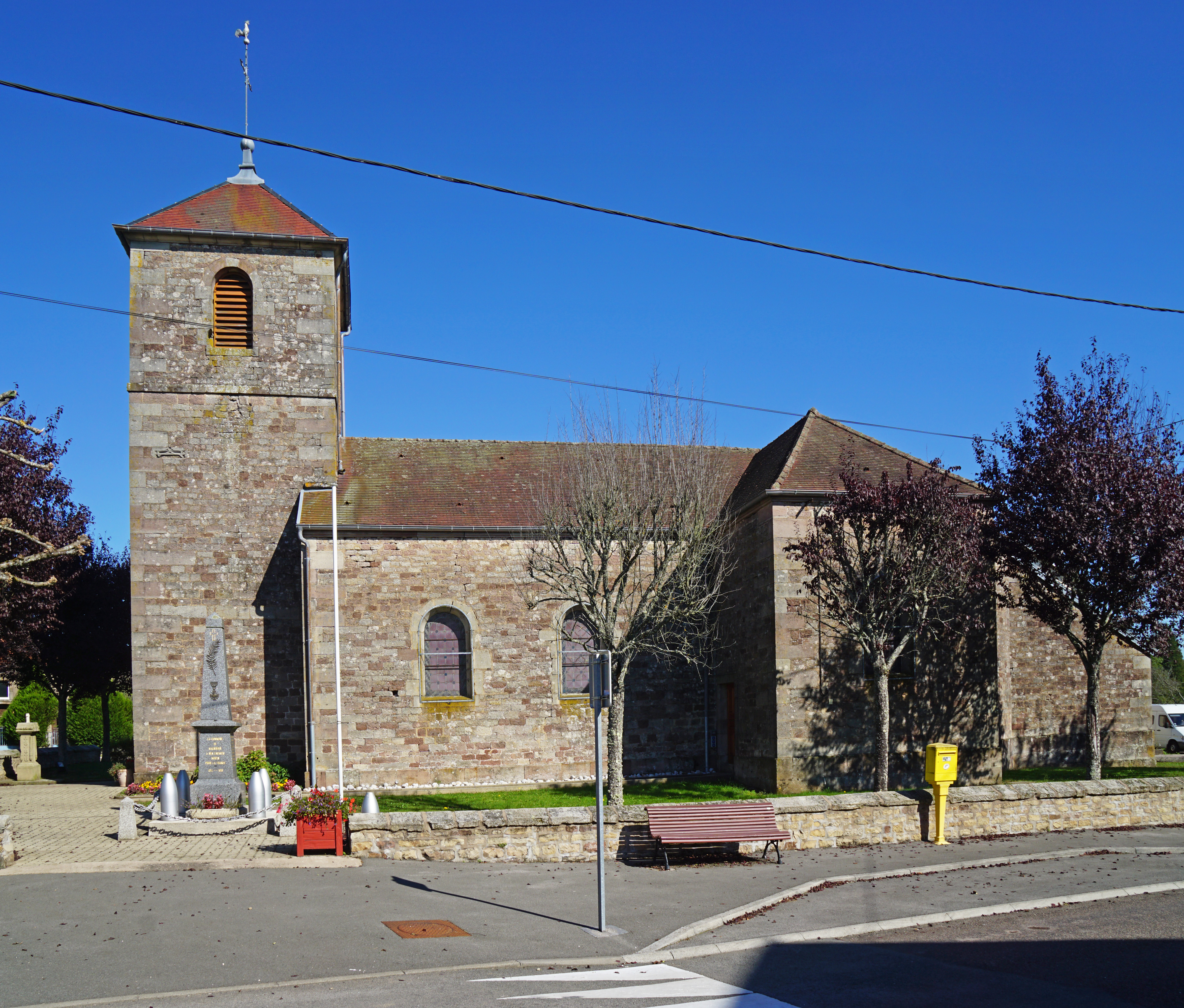
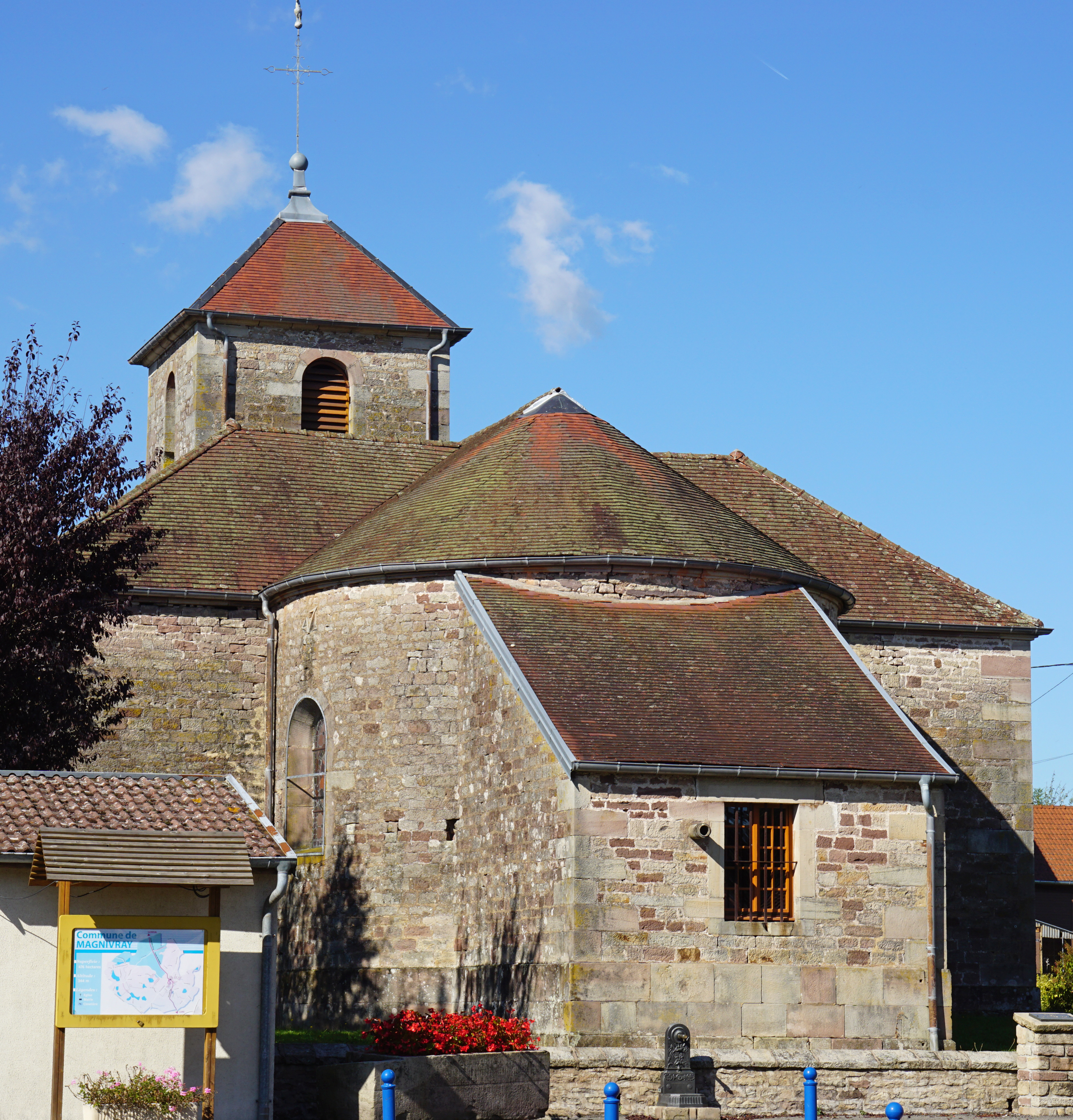
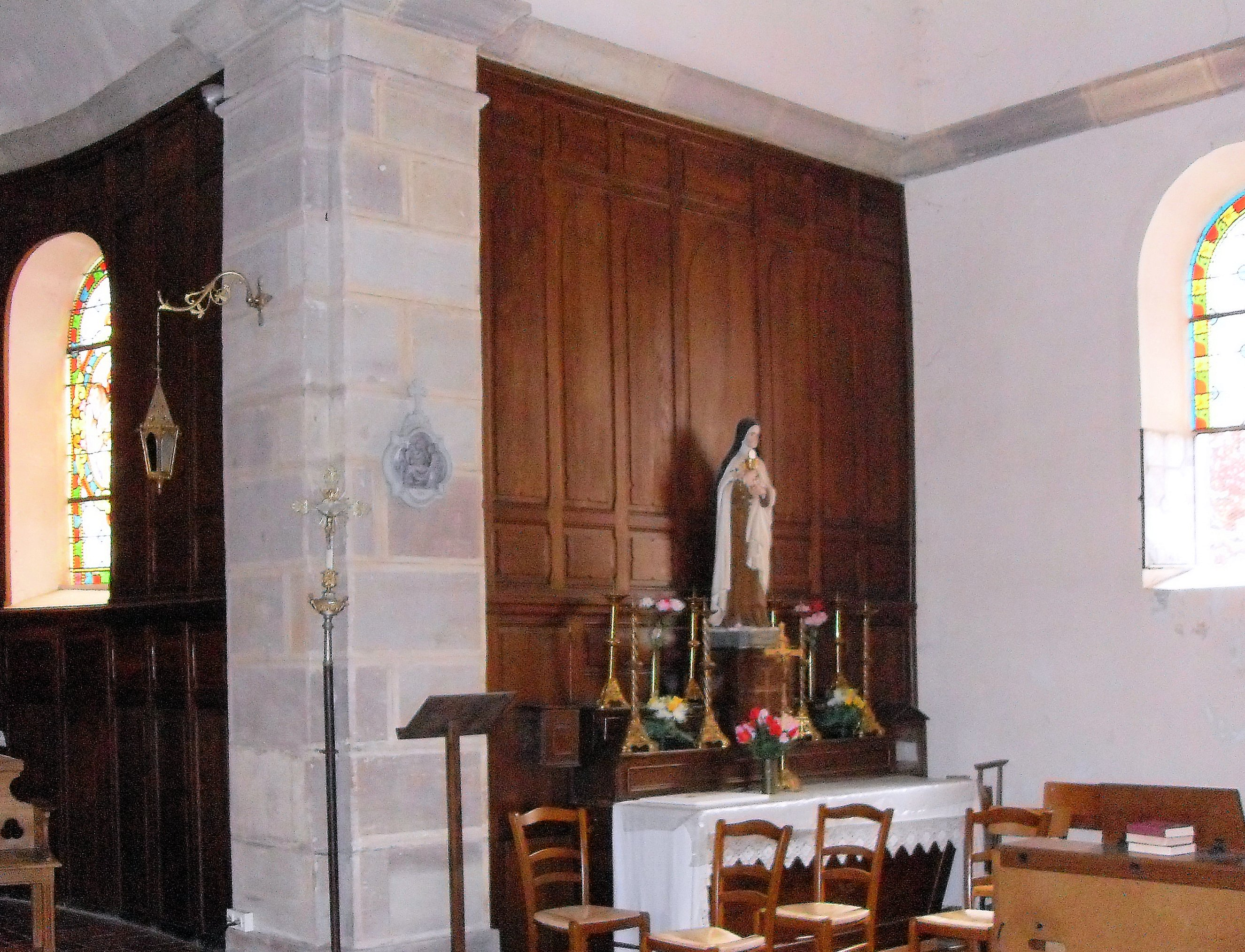

Communauté de communes du Pays de Luxeuil|Pays de Luxeuil

## Wirtschaft und Infrastruktur
Magnivray war bis weit ins 20. Jahrhundert hinein ein vorwiegend durch die Landwirtschaft (Ackerbau, Obstbau und Viehzucht) und die Fischzucht geprägtes Dorf. Heute gibt es einige Betriebe des lokalen Kleingewerbes. In den letzten Jahrzehnten hat sich das Dorf zu einer Wohngemeinde gewandelt. Viele Erwerbstätige sind deshalb Wegpendler, die in den größeren Ortschaften der Umgebung ihrer Arbeit nachgehen.
Die Ortschaft liegt abseits der größeren Durchgangsachsen an einer Departementsstraße, die von Lure nach Breuchotte führt. Weitere Straßenverbindungen bestehen mit Saint-Sauveur, La Corbière und Belmont.